# Daan Forest Park
Il Daan Forest Park (大安森林公園T, 大安森林公园S), noto semplicemente come Daan Park, è un parco cittadino situato nel distretto di Daan a Taipei, Taiwan. Il parco si estende su un'area di 26 ha ed è utilizzato dai residenti di Taipei come spazio per varie attività all'aperto.
Il parco è stato creato nel 1994, dopo lo sgombero di campi abusivi e la demolizione di edifici illegali su terreni municipali, su un progetto voluto dal sindaco Huang Ta-chou.

## Storia
Dopo una lunga battaglia legale, circa 12 000 occupanti abusivi furono sgomberati nell'aprile 1992, consentendo la costruzione del parco. Era destinato a svolgere un ruolo simile a quello di altri grandi parchi cittadini come il Central Park di New York City e l'Hyde Park di Londra, agendo come "polmone della città di Taipei" e come luogo di sollievo per i residenti dal trambusto della città. Similmente ai grandi parchi di altre città, il Daan Park è circondato da condomini di lusso, che hanno un grosso valore grazie alla vista sul parco; alcuni appartamenti hanno raggiunto il prezzo di 400 milioni di nuovi dollari di Taiwan (circa 14 milioni di dollari USA) nel 2012.

## Ecologia
Il parco ospita un'ampia varietà di animali tra cui scoiattoli e diverse specie di anatre, egrette e tartarughe.

## Strutture
Il Daan Forest Park è dotato di due stagni, diversi padiglioni e percorsi per passeggiate, oltre a strutture ricreative culturali come un anfiteatro e un parco giochi per bambini.

## Eventi
- Fiera Culturale Islamica[6][7]
- Festival dell'azalea[8]

## Trasporti

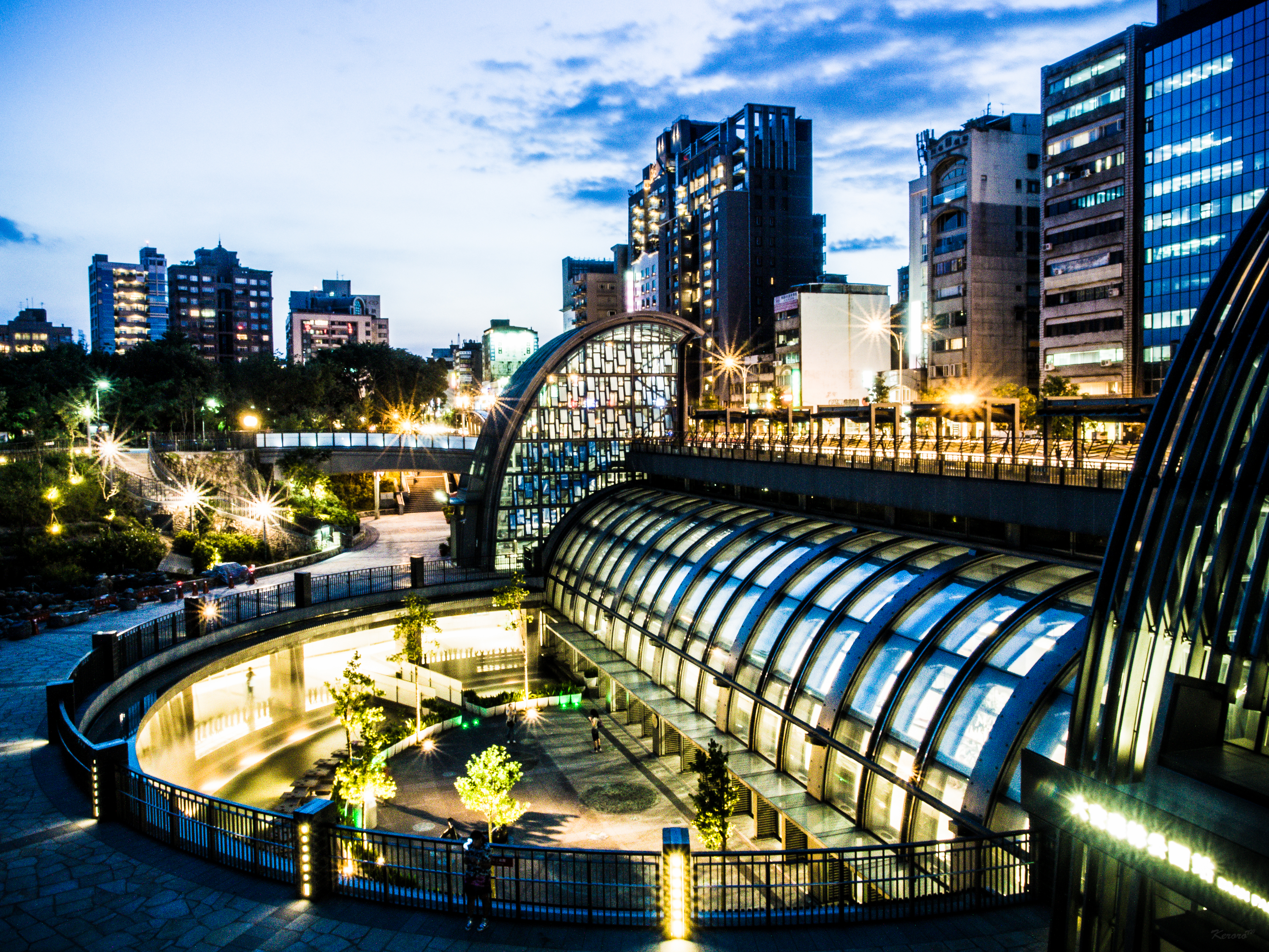
Stazione della metropolitana di Daan Park

L'accesso diretto al parco con la metropolitana di Taipei è fornito dalla stazione di Daan Park della Linea Rossa, situata all'estremità settentrionale del parco. Tuttavia, il parco è accessibile anche a pochi passi a ovest dalla stazione di Daan della metropolitana di Taipei e a est dalla stazione di Dongmen. Il parco è dotato anche di un parcheggio sotterraneo.